# 羅姆尼 (羊品種)

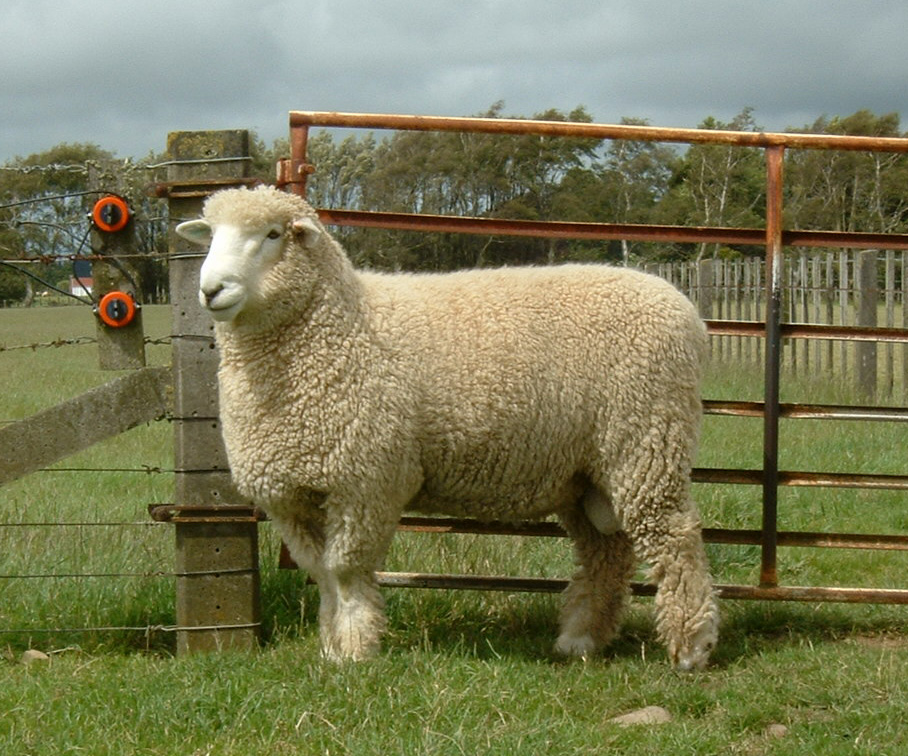
雄性羅姆尼羊

羅姆尼（Romney）又稱為肯特（Kent），是世界著名的綿羊品種。原產於英國肯特郡羅姆尼和蘇塞克斯地，现已運輸於世界各地，其中紐西蘭是世界上飼養羅姆尼羊最多的國家。

## 外部連結
- The Romney Sheep Breeders Society
- American Romney Breeders Association （页面存档备份，存于）
- North American Romney Association （页面存档备份，存于）